# Mário Nascimento

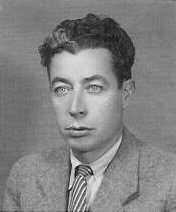
Mário Nascimento

Mário Júlio Ferreira de Carvalho Nascimento (Setúbal, 11 de Julho de 1902 – Palmela, 30 de Junho de 1968) foi jornalista, poeta e pintor-cenógrafo.
Filho de Josué do Nascimento, fiscal da Câmara de Setúbal, pessoa bondosa e muito estimada, e de Maria José Ferreira de Carvalho Nascimento, doméstica e mãe de cinco filhos (tendo falecido dois na infância), Mário Nascimento completou o Curso Secundário no Liceu de Bocage. Desses já longínquos anos 20, restou uma fotografia tirada com os seus colegas do Liceu. Mário Nascimento é o 1º em baixo, à direita.

Empregou-se transitoriamente, como ajudante de secretaria na Câmara Municipal; tirou depois o Curso de Contabilista, então chamado Guarda-Livros, após o qual passou a dirigir o escritório da Associação de Instrução e Beneficência Familiar (Socorros Mútuos) de Setúbal, instituição fundada em 1923 por um comerciante do ramo vinícola, Carlos Augusto Ferreira (Carlos Côco).

Como artista amador, Mário Nascimento pintou a óleo e aguarela alguns pequenos quadros; não tendo estudado música, tocava guitarra portuguesa e piano.

Politicamente e por tradição familiar, era um bom democrata, condenando, por consequência, toda e qualquer opressão social. Em 4 de Julho de 1948, casou com D.ª Elisa de Oliveira Assis (Palmela, 30 de Novembro de 1907 - Palmela, Dezembro 2002), e passou a residir em Palmela.

## O Teatro
Já instalado na então vila de Palmela, aí se dedicou à Sociedade Filarmónica Palmelense "Loureiros" (fundada em 1852), que tinha um excelente teatro de revista; as duas primeiras a serem representadas, "A Roda Vai Andar" e "Salada de Frutas", atraíram, nos Sábados à noite, famílias inteiras de Setúbal; para essas revistas, tinha o Mário escrito várias coplas. Por vezes, também aparecia em palco dançando czardas "à russa". E, como pintor-cenógrafo que realmente era, pintou vários cenários para "Os Loureiros".

Ele e seu irmão Rui Nascimento (12 anos mais novo), Rui de Carvalho Nascimento, levaram à cena, com grande sucesso, a revista "De Vento em Popa", em 1938 - disponível em - De Vento em Popa - Revista Musicada (1938) .

## O Jornalismo
Mário Nascimento fez jornalismo, com crónicas no jornal O Distrito de Setúbal. Ele próprio fundou um jornal de piadas e bonecos, "O Mosquito", tal como lhe chamou, o qual era impresso em casa numa maquineta de madeira que ele próprio construiu; mas apenas saiu o 1º número, do qual seguidamente, se reproduz o conteúdo. Um "Blogue" dos Anos 20!…
JORNAL HUMORÍSTICO

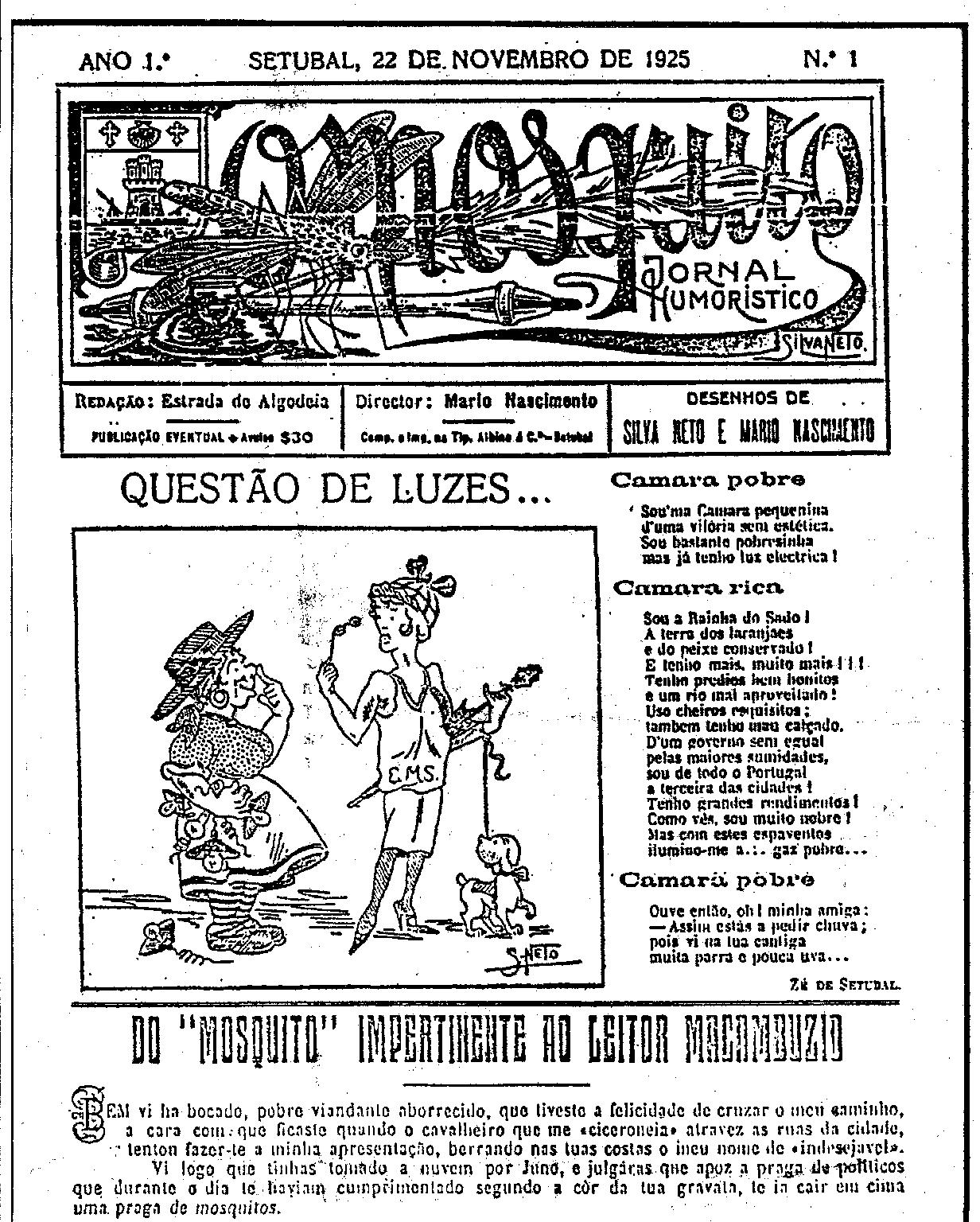

ANO 1.º - SETÚBAL, 22 de NOVEMBRO de 1925 - N.º 1
REDACÇÃO: Estrada da Algodeia
PUBLICAÇÃO EVENTUAL * Avulso $30
Director: Mário Nascimento
Comp. e Imp. na Tip. Albino & C.ª − Setúbal
DO “MOSQUITO” IMPERTINENTE AO LEITOR MACAMBÚZIO
Bem vi há bocado, pobre viandante aborrecido, que tiveste a felicidade de cruzar o meu caminho, a cara com que ficaste quando o cavalheiro que me “ciceroneia” através as ruas da cidade, tentou fazer-te a minha apresentação, berrando nas tuas costa o meu nome de “indesejável”.

Vi logo que tinhas tomado a nuvem por Juno, e julgavas que apoz a praga de políticos que durante o dia te haviam cumprimentado segundo a cor da tua gravata, te ia cair em cima uma praga de mosquitos.
Câmara pobre
Sou´ma Câmara pequenina

d´uma vilória sem estética.

Sou bastante pobrezinha

mas já tenho luz eléctrica !
Câmara rica
Sou a rainha do Sado !

A terra dos laranjaes

e do peixe conservado !

E tenho mais, muito mais ! ! !

tenho prédios bem bonitos

e um rio mal aproveitado !

Uso cheiros esquisitos;

também tenho mau calçado.

D´um governo sem egual

pelas maiores sumidades,

sou de todo o Portugal

a terceira das cidades !

Tenho grandes rendimentos!

Como vês, sou muito nobre !

Mas com estes espaventos

ilumino-me a… gaz pobre…
Câmara pobre
Ouve então, oh ! minha amiga:

− Assim estás a pedir chuva;

pois vi na tua cantiga

Os versos ironizavam com o facto da cidade rica de Setúbal, na altura a 3ª cidade de Portugal, ainda não possuir luz eléctrica, enquanto a cidade pobre de Alcácer do Sal já a possuía.
O seu grande amigo Idalécio Cabecinha, violinista e irmão do maestro Idalino Cabecinha, dedicou a Mário Nascimento umas quadras jocosas que a seguir se reproduzem:

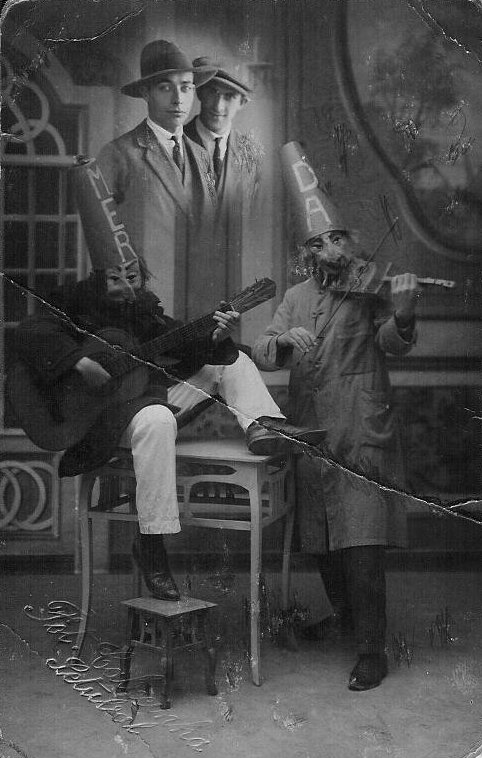
Mário Nascimento e Idaléscio Cabecinha

Nesta foto vêem-se os dois amigos (Idaléscio está de boné). Foi numa época de Carnaval; daí, os "disfarces" e a "legenda" nos carapuços (MER-DA). Nessa fase mais boémia da sua vida, o Mário também ficou "célebre", por ter conseguido "abrir a pinha" em dois Bailes da Pinhata! O Baile da Pinhata era uma brincadeira em que se colocava no centro do salão e suspenso do tecto, um objecto construído em madeira, em forma de pinha, onde era fixada uma infinidade de fitas de seda, das quais apenas uma permitia a abertura da pinha; dançava-se à volta da mesma retirando gradualmente uma fita até a pinha abrir e o par que a abria recebia um prémio. Brincadeiras de outrora, com quantos menos meios e quanta mais imaginação e alegria do que as de hoje…
Esporadicamente, trabalhou no restauro da pintura de antigas imagens religiosas em madeira. Numa dessas imagens, à qual faltava um dedo, ele próprio, apesar de nunca se ter dedicado à escultura, o esculpiu e colocou.
Em 1968, esteve internado no Instituto Português de Oncologia e faleceu em Palmela, a 30 de Junho desse ano.
Pouco depois, (2 de Julho de 1968), outro setubalense, Dr. Rogério Peres Claro, escreveu: "Com Mário Nascimento desapareceu o último cronista da cidade antiga e um dos mais acérrimos lutadores pelos casos do dia-a-dia. 
A secção que, durante anos, aqui manteve (no Distrito de Setúbal), de crítica risonha, entremeada de versos, que fazia com facilidade espantosa, deu bem a medida do entranhado amor às coisas da sua terra".
No campo do Jornalismo, sua irmã Marília Nascimento (nascida em 1924) seguiu-lhe as pisadas como cronista da Cidade Sadina, podendo ainda hoje (2009) ler-se as suas crónicas no trissemanário "O Setubalense".
Recentemente, pode dizer-se, ainda foi lembrado: os "Loureiros" estiveram recordando as figuras importantes de toda a sua vida associativa e outorgaram a Mário Nascimento, postumamente, como não podia deixar de ser, um objecto artístico, de mármore e metal, datado "Palmela, 23 - Maio - 1993", a PALMA DE LOUROS. Portanto, será justo considerá-lo um setubalense digno de, um dia, ser o seu nome inscrito numa esquina da Cidade Sadina!
E assim veio a suceder - cerca de 2009, foi dado o seu nome a duas artérias no Bairro das Manteigadas - Rua e Travessa Mário do Nascimento (Poeta).

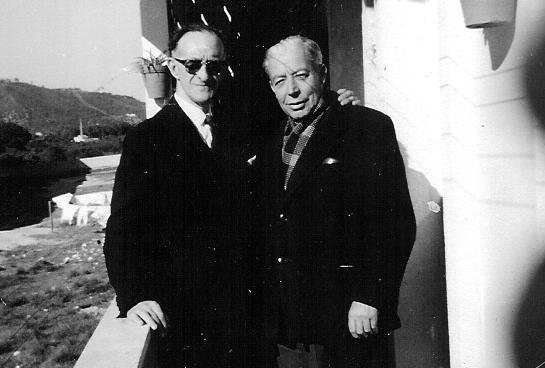
Os dois amigos em 1966

(Biografia inicial da autoria de Rui Nascimento e Leonor Nascimento, irmão e sobrinha do biografado. Última actualização por Leonor Nascimento em 4 de Fevereiro de 2017.)